# 伦敦动物学会
伦敦动物学会（英語：Zoological Society of London，缩写：ZSL）是英国伦敦的一个慈善机构，主要目标是全球范围内保护动物及其栖息地。它成立于1826年，伦敦动物园和惠普斯奈德动物园由其运营。

## 历史

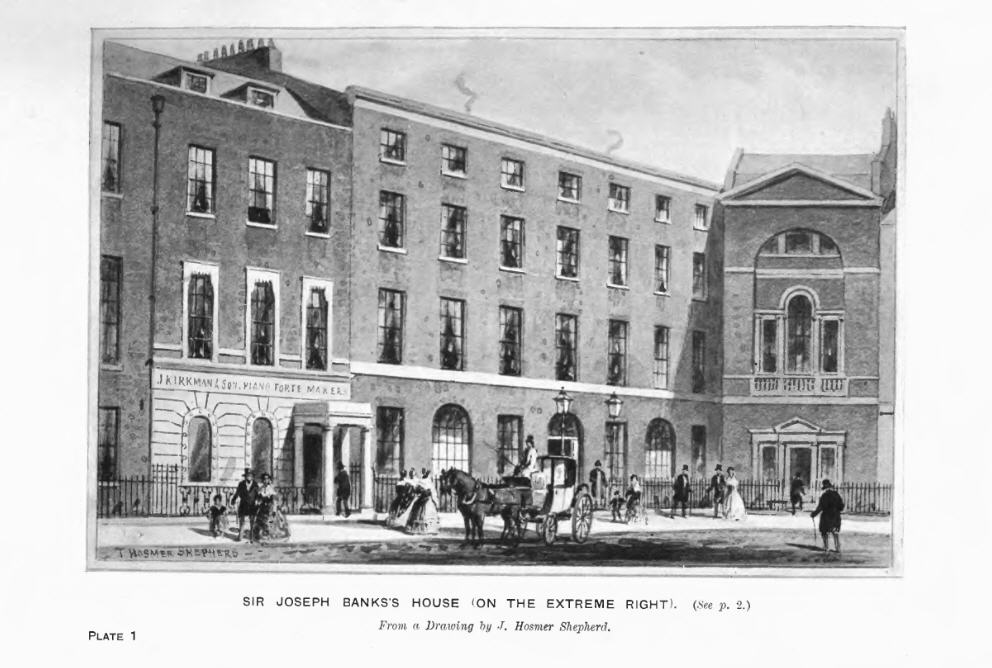
约瑟夫·班克斯爵士故居是动物学会最初的聚会场所

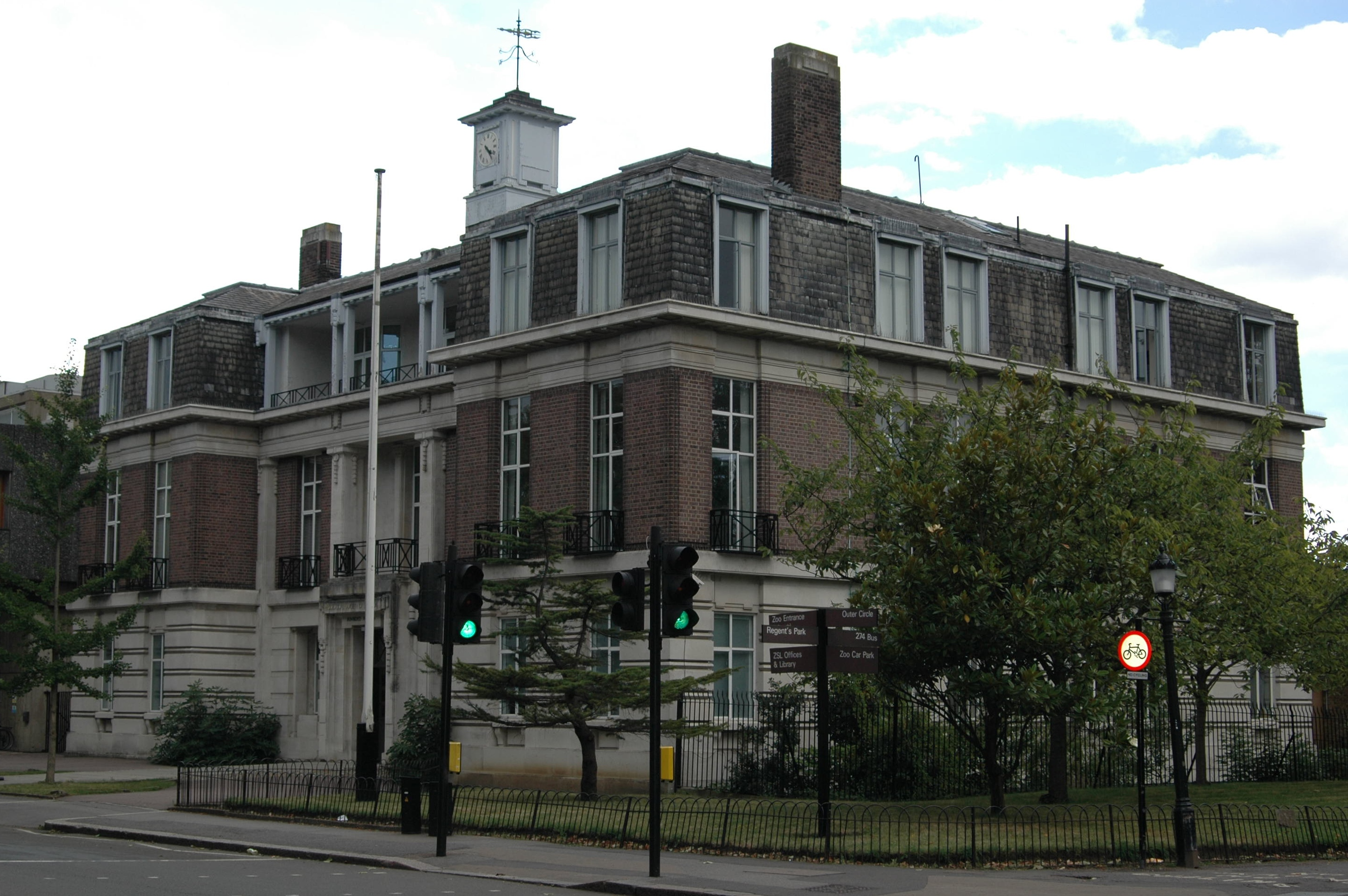
伦敦动物学会主楼

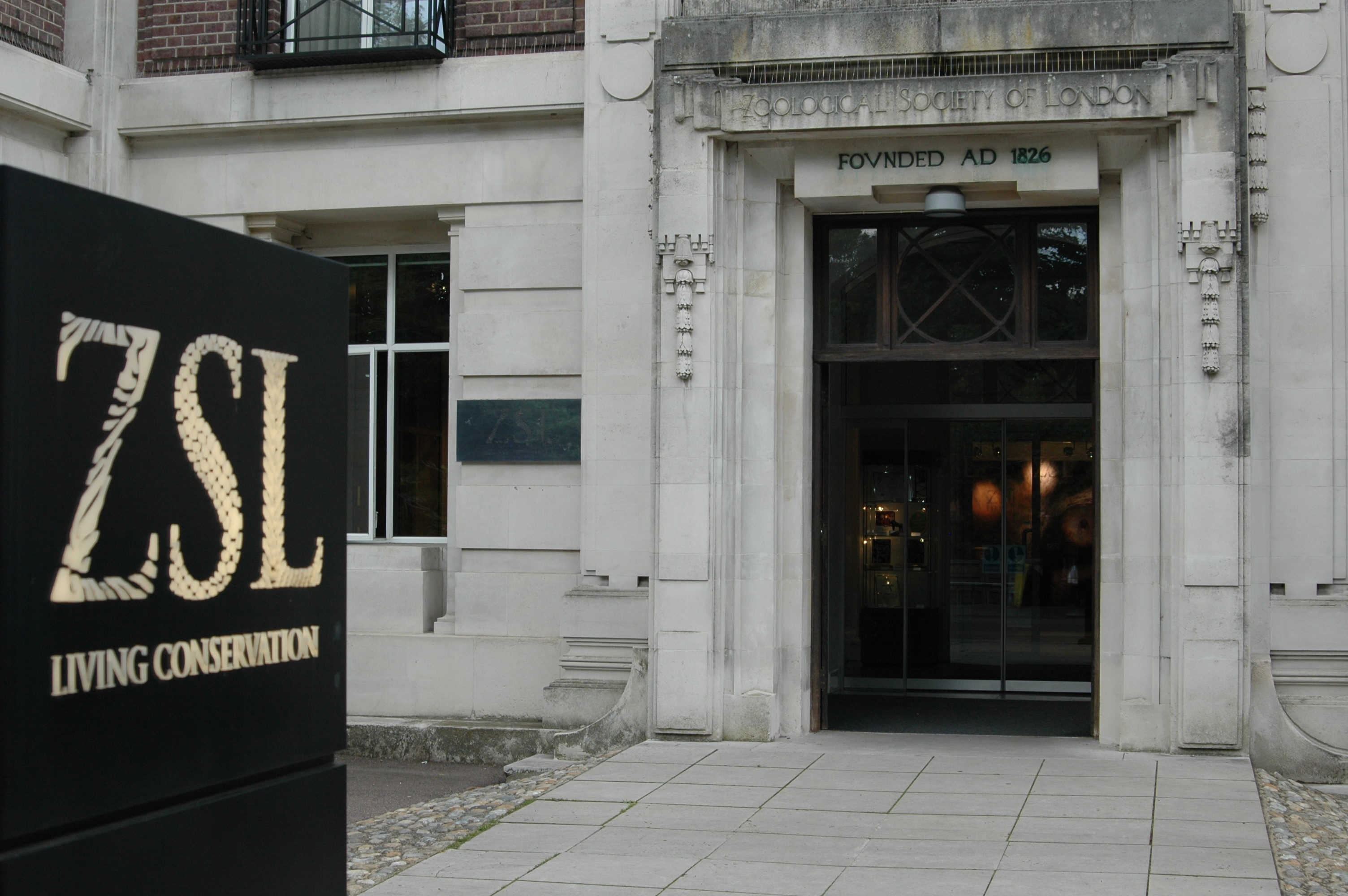
伦敦动物学会主楼入口

1816年至1826年间，斯坦福·莱佛士、汉弗莱·戴维、约瑟夫·班克斯等人曾多次倡议伦敦应该有一个类似于巴黎植物园的机构，用来收藏动物。
伦敦动物学会于1826年4月由斯坦福·莱佛士、兰斯当侯爵、奥克兰勋爵、汉弗里·戴维、罗伯特·皮尔、约瑟夫·萨宾、尼古拉斯·艾尔沃德·维格等贵族、神职人员和博物学家创立。莱佛士是第一任会长，但在任职几个月后就于1826年7月去世。兰斯当侯爵继任，负责监督最早的动物建筑建造。1829年3月27日，学会获乔治四世颁发的皇家认证。

## 历任会长
伦敦动物学会自建立以来的会长有：
- 斯坦福·莱佛士爵士（1826年）
- 第三代兰斯当侯爵亨利·佩蒂-菲茨莫里斯（1827–1831年）
- Edward Smith-Stanley, 13th Earl of Derby（1831–1851年）
- 阿尔伯特亲王（1851–1862年）
- Sir George Clerk, Bt（1862–1868年）
- Arthur Hay, 9th Marquess of Tweeddale（1868–1878年）
- Sir William H. Flower（1879–1899年）
- Herbrand Russell, 11th Duke of Bedford（1899–1936年）
- Richard Onslow, 5th Earl of Onslow（1936–1942年）
- Henry Gascoyne Maurice（1942–1948年）
- Edward Cavendish, 10th Duke of Devonshire（1948–1950年）
- 第一代艾倫布魯克子爵艾倫·布魯克（1950–1954年）
- Sir Landsborough Thomson（1954–1960年）
- 爱丁堡公爵菲利普亲王（1960–1977年）
- Solly Zuckerman, Baron Zuckerman（1977–1984年）
- Sir William MacGregor Henderson（1984–1989年）
- 阿夫里奥·密契森（1989–1992年）
- Field Marshal Sir John Chapple（1992–1994年）
- Sir Martin Holdgate（1994–2004年）
- Professor Sir Patrick Bateson（2004–2014年）
- Professor Sir John Beddington, CMG, FRS（2014–2022）
- Professor Sir Jim Smith FRS（2022–现在）